# Noordelijke Vuolusmeer
Het Noordelijke Vuolusmeer, Zweeds - Fins: Ylinen Vuolusjärvi, Samisch: Davip of Alep Vuolosjávri, is een meer in Zweden, in de gemeente Kiruna. Het water in het meer komt uit diverse beken en rivieren zoals de Reasskarivier en stroomt na het Noordelijke Vuolusmeer door de Vuolusrivier naar het Zuidelijke Vuolusmeer.
afwatering: meer Noordelijke Vuolusmeer → Vuolusrivier → meer Zuidelijke Vuolusmeer → Vuolusrivier → meer Kallomeer → Torne → Botnische Golf